# Circonscription de Bako Tibie
La circonscription de Bako Tibie est une des 177 circonscriptions législatives de l'État fédéré Oromia, elle se situe dans la Zone Ouest Shoa. Son représentant actuel est Teferi Guluma Waqeweya.